# Очиток лопатчатолистный
Очиток лопатчатолистный (лат. Sedum spathulifolium) – вид суккулентных растений рода Очиток (Sedum) семейства Толстянковые (Crassulaceae).

## Ботаническое описание

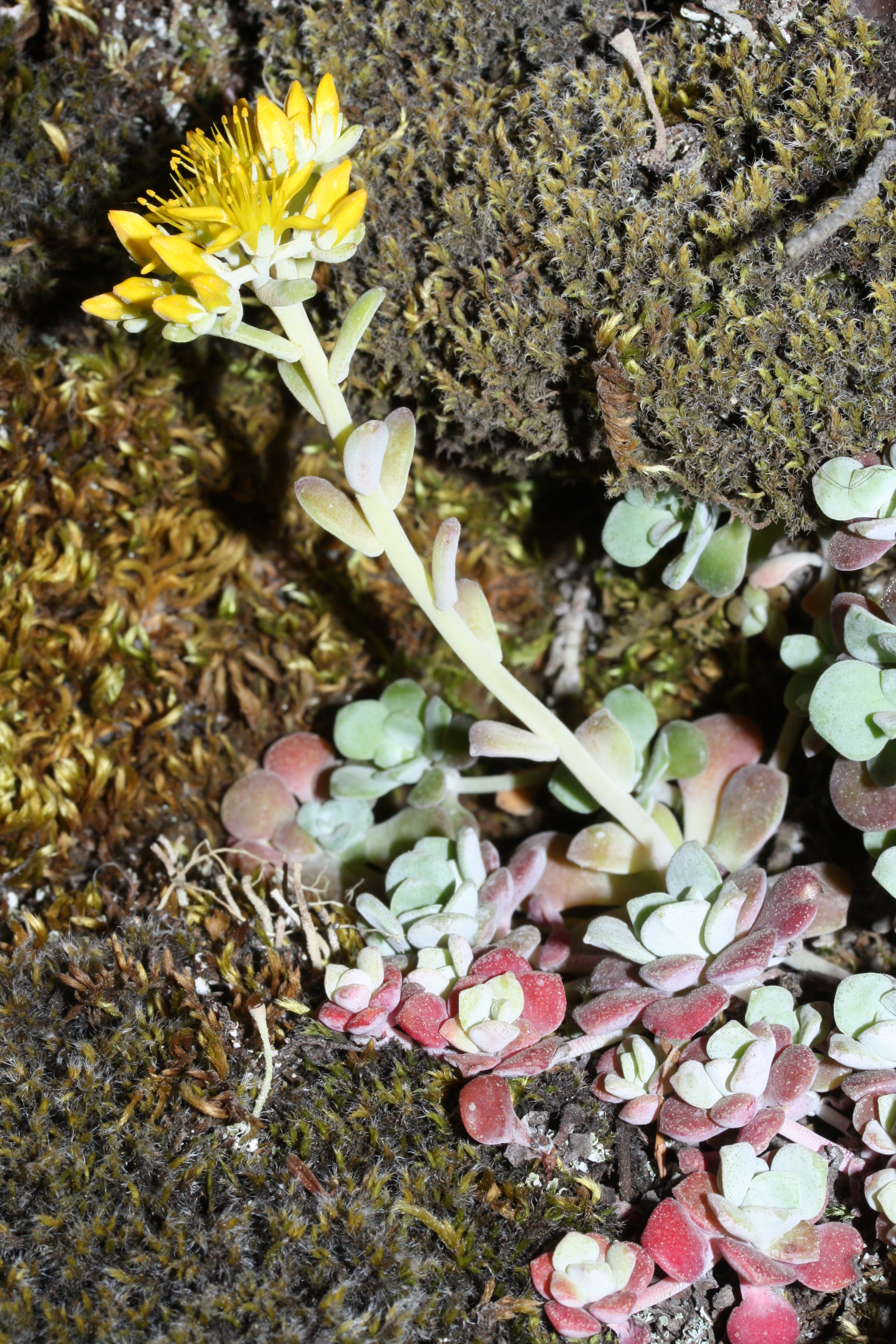
Цветение Sedum spathulifolium var. pruinosum

Матообразующие многолетники. Стебли стелющиеся, сильноветвистые, с верхушечными розетками. Листья очередные, раскидистые, черешковые; пластинка зеленая, часто сизоватая или покрытая налетом, лопатовидная, от теретальной до пластинчатой, 7-19 × 4,5-10 мм, вершина закругленная или усеченная. Цветоносные побеги прямостоячие, простые, 3-14 см высотой; листовые пластинки лопатчато-продолговатые или эллиптически-продолговатые.

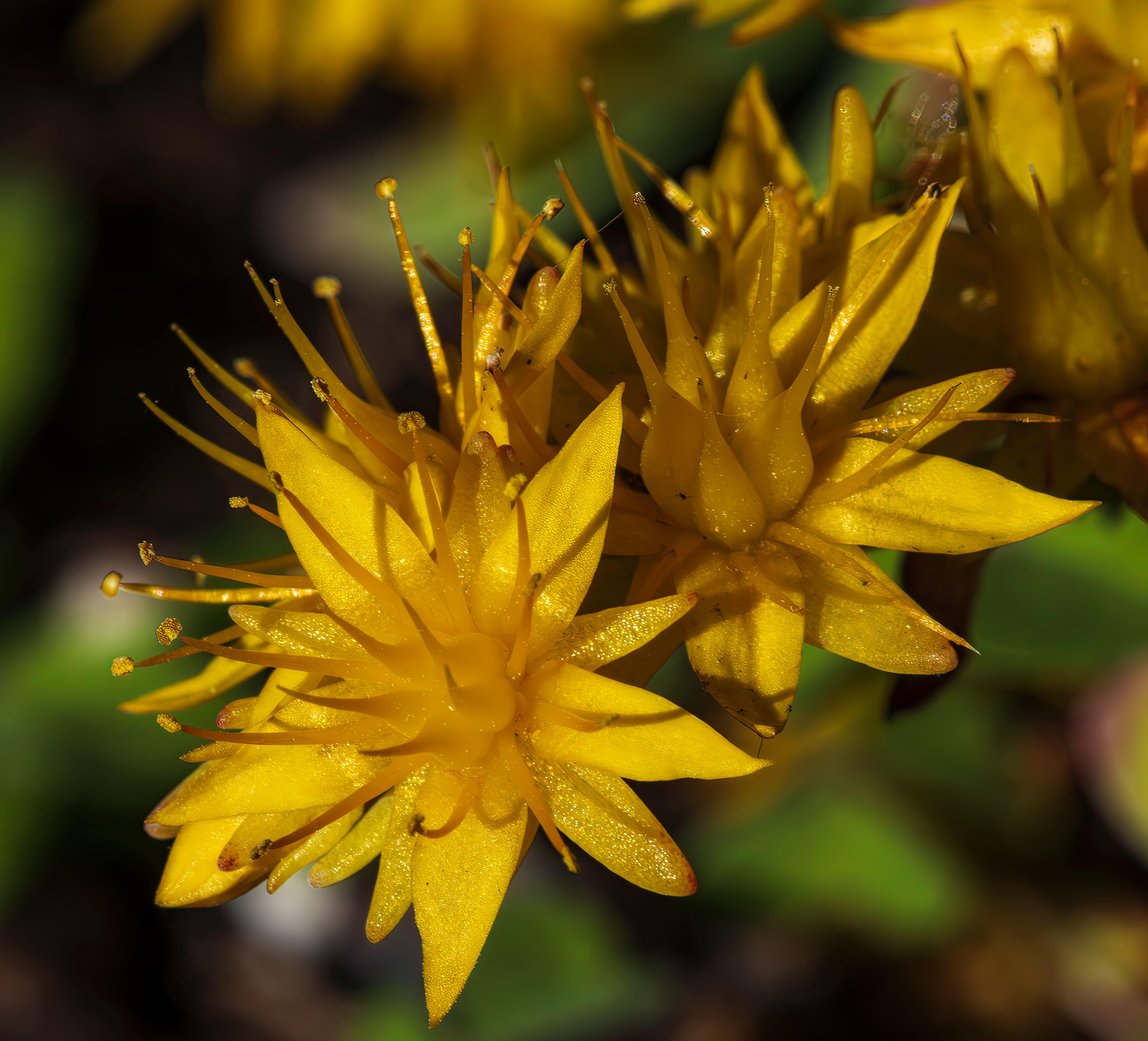
Цветок

Соцветия кистевидные, ок. 30 цветков; боковые оси не отогнутые, раздвоенные; прицветники продолговато-лопатчатые или линейные, ок. 3 см. Цветоножки 2-8 мм. Цветки 5-членные; чашелистики прямостоячие, сросшиеся у основания, зеленые, желто-зеленые, сизые или опушенные, ланцетные, линейно-ланцетные, продолговато-яйцевидные или обратнояйцевидные, ок. 2,5 × 1,5 мм, вершина острая или тупая; лепестки широко расходящиеся от короткого, прямостоячего основания, полностью разделенные или слегка сросшиеся в основании, желтые, линейные или обратноланцетные, 4,5-9 мм длиной, вершина острая; нити желтые; пыльники желтые; нектарные чешуи желтые, почковидные или почти квадратные. Плодолистики при плодах расходящиеся, сросшиеся в основании, коричневые.
Растение используется в качестве лекарства и применяется и в пищу.

## Распространение
Суккулентный полукустарник произрастает в США (Калифорния, Орегон, Вашингтон) и Канаде (Британская Колумбия).

## Таксономия
Sedum spathulifolium Hook., первое упоминание в Fl. Bor.-Amer. 1: 227 (1832).

#### Этимология
Sedum: Родовое латинское наименование, от лат. sedare – «усмирять» (сочные листья действуют как болеутоляющее средство от ран) или sedere – сидеть (многие виды распростёрты по земле). Русское название рода Очиток заимствовано из украинского языка и восходит к укр. очисток, поскольку растение применяется как лечебное очищающее средство.
spathulifolium: Видовой латинский эпитет относится к лопатообразным листьям.

#### Синонимы
Гомотипные (основанные на одном и том же номенклатурном типе):
- Echeveria spathulifolia (Hook.) De Smet ex É.Morren (1874)
- Gormania spathulifolia (Hook.) Á.Löve & D.Löve (1985)
- Sedum spathulifolium subsp. typicum R.T.Clausen & C.H.Uhl (1944)

## Разновидности
Подтвержденные разновидности по данным сайта Plants of the World Online на 2023 год:
- Sedum spathulifolium var. pruinosum (Britton) B.Boivin

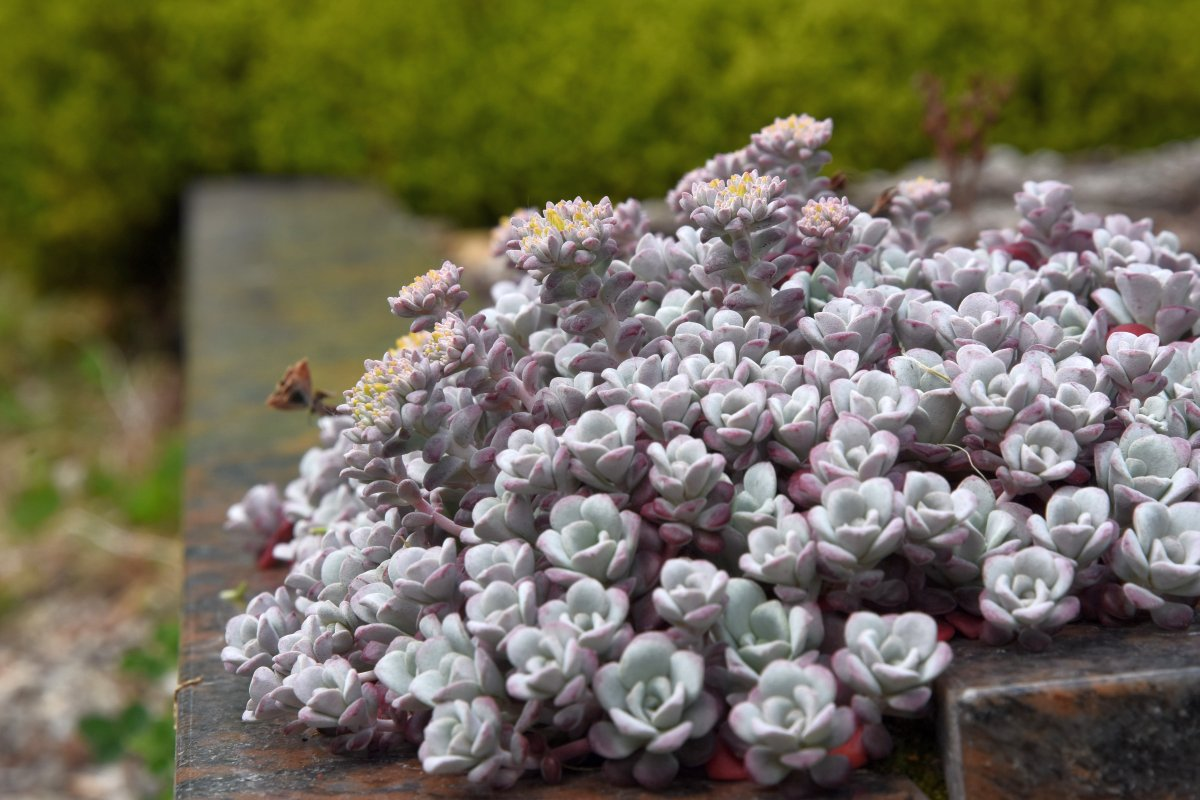
'

- Sedum spathulifolium var. spathulifolium

- Sedum spathulifolium var. pruinosum